# 1995-ös MotoGP-világbajnokság
A MotoGP 1995-ös szezonja volt a 47. gyorsaságimotoros-világbajnokság.

## Összefoglaló
A királykategóriában ebben az évben Mick Doohan megnyerte második világbajnoki címét. Az idény során hét győzelmet aratott. Sok győzelme ellenére sokáig nem volt biztos, hogy megvédi címét, ugyanis a szezon elejétől egy ideig egy másik ausztrál, Daryl Beattie vezetett. Végül Doohan 33 pontos előnnyel diadalmaskodott.
A negyedliteresknél szintén címvédés történt, Max Biaggi diadalmaskodott. Nyolc győzelmével az örökranglista második helyén áll, nála több győzelmet csak Mike Hailwood szerzett 1966-ban. A nyolcadliteres géposztályban a japán Aoki Harucsika szerezte meg a világbajnoki címet.

## Versenyek
| #  | Verseny          | Helyszín      | 125 cm³ győztes  | 250 cm³ győztes | 500 cm³ győztes | Összefoglaló |
| -- | ---------------- | ------------- | ---------------- | --------------- | --------------- | ------------ |
| 1  | ausztrál nagydíj | Eastern Creek | Aoki Harucsika   | Ralf Waldmann   | Mick Doohan     | Összefoglaló |
| 2  | maláj nagydíj    | Shah Alam     | Garry McCoy      | Max Biaggi      | Mick Doohan     | Összefoglaló |
| 3  | japán nagydíj    | Suzuka        | Aoki Harucsika   | Ralf Waldmann   | Daryl Beattie   | Összefoglaló |
| 4  | spanyol nagydíj  | Jerez         | Aoki Harucsika   | Harada Tecuja   | Alberto Puig    | Összefoglaló |
| 5  | német nagydíj    | Nürburgring   | Aoki Harucsika   | Max Biaggi      | Daryl Beattie   | Összefoglaló |
| 6  | olasz nagydíj    | Mugello       | Aoki Harucsika   | Max Biaggi      | Mick Doohan     | Összefoglaló |
| 7  | holland nagydíj  | Assen         | Dirk Raudies     | Max Biaggi      | Mick Doohan     | Összefoglaló |
| 8  | francia nagydíj  | Le Mans       | Aoki Harucsika   | Ralf Waldmann   | Mick Doohan     | Összefoglaló |
| 9  | brit nagydíj     | Donington     | Szakata Kazuto   | Max Biaggi      | Mick Doohan     | Összefoglaló |
| 10 | cseh nagydíj     | Brno          | Szakata Kazuto   | Max Biaggi      | Luca Cadalora   | Összefoglaló |
| 11 | brazil nagydíj   | Jacarepaguá   | Tokudome Maszaki | Doriano Romboni | Luca Cadalora   | Összefoglaló |
| 12 | argentin nagydíj | Buenos Aires  | Emilio Alzamora  | Max Biaggi      | Mick Doohan     | Összefoglaló |
| 13 | európai nagydíj  | Catalunya     | Aoki Harucsika   | Max Biaggi      | Àlex Crivillé   | Összefoglaló |

## Az 500 cm³ végeredménye
| #  | Versenyző       | Rajtszám | Ország        | Motor               | Pont | Győzelem |
| -- | --------------- | -------- | ------------- | ------------------- | ---- | -------- |
| 1  | Mick Doohan     | 1        | Ausztrália    | Repsol-Honda        | 248  | 7        |
| 2  | Daryl Beattie   | 4        | Ausztrália    | Lucky Strike-Suzuki | 215  | 2        |
| 3  | Luca Cadalora   | 2        | Olaszország   | Marlboro-Yamaha     | 176  | 2        |
| 4  | Àlex Crivillé   | 6        | Spanyolország | Repsol-Honda        | 166  | 1        |
| 5  | Itó Sinicsi     | 7        | Japán         | Repsol-Honda        | 127  | 0        |
| 6  | Loris Capirossi | 65       | Olaszország   | Marlboro-Honda      | 108  | 0        |
| 7  | Alex Barros     | 6        | Brazília      | Kanemoto-Honda      | 104  | 0        |
| 8  | Alberto Puig    | 5        | Spanyolország | Fortuna-Honda       | 99   | 1        |
| 9  | Abe Norifumi    | 17       | Japán         | Marlboro-Yamaha     | 81   | 0        |
| 10 | Loris Reggiani  | 13       | Olaszország   | Aprilia             | 59   | 0        |

## A 250 cm³ végeredménye
| #  | Versenyző            | Rajtszám | Ország        | Motor   | Pont | Győzelem |
| -- | -------------------- | -------- | ------------- | ------- | ---- | -------- |
| 1  | Max Biaggi           | 1        | Olaszország   | Aprilia | 283  | 8        |
| 2  | Harada Tecuja        | 7        | Japán         | Yamaha  | 220  | 1        |
| 3  | Ralf Waldmann        | 5        | Németország   | Honda   | 203  | 3        |
| 4  | Okada Tadajuki       | 2        | Japán         | Honda   | 136  | 0        |
| 5  | Jean-Philippe Ruggia | 6        | Franciaország | Aprilia | 115  | 0        |
| 6  | Aoki Nobuacu         | 10       | Japán         | Honda   | 105  | 0        |
| 7  | Luis D'Antin         | 9        | Spanyolország | Honda   | 88   | 0        |
| 8  | Kenny Roberts, Jr.   | 25       | USA           | Yamaha  | 82   | 0        |
| 9  | Doriano Romboni      | 4        | Olaszország   | Honda   | 75   | 1        |
| 10 | Olivier Jacque       | 19       | Franciaország | Honda   | 66   | 0        |

## A 125 cm³ végeredménye
| #  | Versenyző         | Rajtszám | Ország        | Motor   | Pont  | Győzelem |
| -- | ----------------- | -------- | ------------- | ------- | ----- | -------- |
| 1  | Aoki Harucsika    |          | Japán         | Honda   | 224   | 7        |
| 2  | Szakata Kazuto    | 1        | Japán         | Aprilia | 140   | 2        |
| 3  | Emilio Alzamora   |          | Spanyolország | Honda   | 129   | 1        |
| 4  | Szaitó Akira      |          | Japán         | Honda   | 127   | 0        |
| 5  | Dirk Raudies      | 4        | Németország   | Honda   | 124.5 | 1        |
| 6  | Stefano Perugini  | 7        | Olaszország   | Aprilia | 118   | 0        |
| 7  | Tokudome Maszaki  | 8        | Japán         | Aprilia | 105.5 | 1        |
| 8  | Manako Tomomi     |          | Japán         | Honda   | 102   | 0        |
| 9  | Nakadzsó Hidejuki |          | Japán         | Honda   | 88    | 0        |
| 10 | Peter Öttl        | 5        | Németország   | Aprilia | 76    | 0        |